# Zambian Breweries
Zambian Breweries ist eine Aktiengesellschaft in Sambia mit Sitz in Lusaka und Teil von der belgischen Unternehmensgruppe Anheuser-Busch InBev. Es ist die größte Brauerei des Landes.
Zambian Breweries die Produktpalette umfasst klare Biere wie Mosi Lager, Castle, Carling Black Label, Eagle, Corona, Stella Artois, Budweiser, Flying Fish and Castle Lite. Zusätzlich werden im Rahmen von Co-Packaging Softdrinks abgefüllt. Das Unternehmen hatte 2023 811 Mitarbeiter und hat einen Umsatz von 4,15 Milliarden Sambischer Kwacha gemacht.

## Geschichte
1963 wurde Northern Breweries Limited als privates Unternehmen gegründet, das durch eine Partnerschaft zwischen South African Breweries (SAB) mit einem Anteil von 80 % und Labatt Breweries of Canada mit einem Anteil von 20 % entstand. Das Unternehmen nahm den Braubetrieb mit Werken in Ndola und Lusaka auf.
1968 wurde das Unternehmen von der sambischen Regierung verstaatlicht, was zu einer Aufteilung in Zambian Breweries (Lusaka) und Northern Breweries (Ndola) führte. Anschließend wurde das Unternehmen in Zambian Breweries Limited umbenannt.
1994 begann die Privatisierung von Zambian Breweries und im Jahr 1997 wurde das Unternehmen an der Lusaka Stock Exchange notiert. Im Jahr 1999 expandierte Zambian Breweries durch die Übernahme von Northern Breweries in Ndola und der Marke Rhino Lager. Drei Jahre später, im Jahr 2002, diversifizierte das Unternehmen weiter, indem es die Coca-Cola-Lizenz für Sambia erwarb und Abfüllanlagen in Kitwe und Lusaka errichtete.
2016 wurde Zambian Breweries von der belgischen Unternehmensgruppe Anheuser-Busch InBev übernommen. 2018 wurde die Spate zur Abfüllung von Softdrinks an Coca-Cola Beverages Africa verkauft. Es sollen jedoch trotzdem im Rahmen von Co-Packaging auch weiter durch die Brauerei Softdrinks abgefüllt werden.

## Besonderheit
1998 gab Zambian Breweries für die damalige Northern Breweries, heute National Breweries ein 100-prozentiges Übernahmeangebot ab. Die Zambian Competition Commission stimmte der Fusion nur vorläufig zu. An der Börse Lusaka Stock Exchange sind 2006 beide Brauereien gelistet.
Es werden zwei Bilanzen veröffentlicht. Aber beide Brauereien werden in der Finanzberichterstattung und in den „Insider-“Finanzdiensten ständig miteinander verwechselt, was die Zuordnung von Information ungeheuer schwierig macht. Der Grund dafür dürfte im selben Großaktionär liegen.